# Laureola paucispinosa
Laureola paucispinosa is een pissebed uit de familie Armadillidae. De wetenschappelijke naam van de soort is voor het eerst geldig gepubliceerd in 1949 door Barnard.